# Losar de la Vera
Losar de la Vera est une commune de la province de Cáceres dans la communauté autonome d'Estrémadure en Espagne.

## Culture et patrimoine

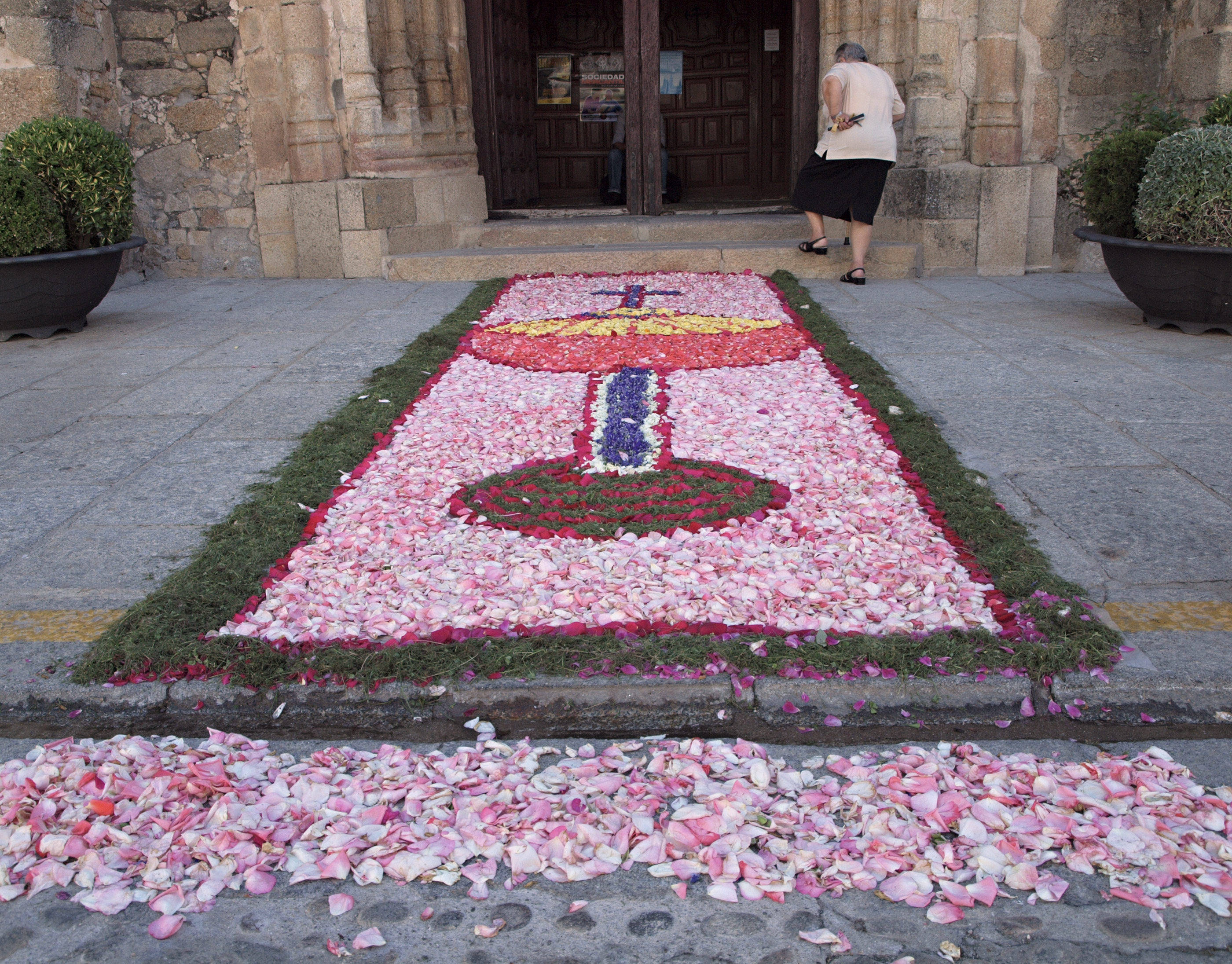
Tapis de fleurs devant l'église de Losar de la Vera à l'occasion de la Fête-Dieu, juin 2010